# Maximo Rezler
Maximo Rezler (Rio Negro, 1899 – Curitiba, 1983) foi um artista brasileiro que viveu a maior parte da sua vida na cidade de Curitiba, no Paraná. Era comumente chamado de Max Rezler. Utilizava predominantemente a técnica da Marchetaria, que é a arte ou técnica de ornamentar as superfícies ou para criar quadros artísticos feito através da aplicação de diferentes madeiras. O artista Max Rezler criava desenhos a partir da otimização de diferentes tons de madeira, a fim de produzir peças com figuras humanas, paisagens e temas religiosos. 
Sua principal obra, intitulada Fundação de São Paulo. Ano: 1949 é parte do acervo permanente da Pinacoteca de São Paulo, desde 2010, quando fez parte da doação de diversas obras pela família do ex-governador Adhemar de Barros Filho à Pinacoteca de São Paulo.

## Biografia
Max Rezler nasceu na cidade de Rio Negro, no Paraná. Era descendente de russos pela parte de seu pai, que se chamava, Antonio Bogomil Rezler (26/01/1866 – 24/04/1916) que emigrou para o Brasil através de um trabalho em um barco veleiro aportando no Porto de São Francisco do Sul. Sua mãe foi Emma Elisa Berta Heerenera, brasileira nascida em Joinvile, Santa Catarina (17/12/1871 – 17/08/1938). Era o quarto filho, de uma família de 11 irmãos. Em 21 de novembro de 1906 casou-se com Alice Tiburtius, que era nascida em Berlim (Alemanha), com ela teve 07 filhos. Sua esposa, Alice, faleceu com apenas 45 anos, em de maio de 1951. Deixando Max Rezler viúvo precocemente com filhos pequenos, sendo o menor com apenas três anos de idade. Provavelmente esse fato teve grande impacto em sua produção artística, ainda mais considerando a técnica por ele utilizada, a marchetaria, que é bastante laboriosa. Casou-se pela segunda vez, no dia 6 de novembro de 1954, com Olga Schwarzbach.
A maioria dos anos da infância de Max Rezler são passado em Itaiópolis, Santa Catarina e Rio Negro, Paraná. A família vivia com os proventos da profissão do pai, que desenvolvia atividades de comercio e hospedaria e asseguravam o sustento da família.
Não existem relatos se existiram artistas na família antes de Max Rezler, ou mesmo dados dos estudos que Max desenvolveu para aprender a técnica da marchetaria e os trabalhos de pintura que executou. Atualmente, um dos seus bisnetos, Atila Rezler (05/02/1983 – presente), é artista plástico e realiza trabalhos com a mesma técnica do bisavô, a marchetaria. 

## Estilo e técnica
O trabalho artístico de Max Rezler era focado na técnica da marchetaria, com o objetivo de produzir peças com figuras humanas, paisagens e temas religiosos. A aplicação da sua marchetaria consistia no uso de diversos tipos de madeira, com diferentes tons, cores e marcas, a fim de criar um desenho previamente definido. As madeiras eleitas, predominantemente brasileiras, eram materiais que ofereciam um bom contraste de cor e efeito visual claro-escuro para valorizar o desenho proposto. A produção era bastante morosa devido ao trabalho de minúcia exigido para que os encaixes fiquem perfeitos, dando a ideia final da madeira como um bloco único. E em sua época, Max Rezler utilizava lâminas de madeiras, muitas delas extraídas por ele mesmo de blocos de madeiras maiores, com medidas entre 0,2 mm até 1 cm, o que misturava a técnica da marchetaria com a do entalhe. Atualmente, a técnica da técnica marchetaria é desenvolvida predominantemente com lâminas com menos de 1 mm de espessura. Nesse contexto do entalhe, temos referências onde o próprio artista define seu trabalho como xilogravura, que também tem como base a madeira e através do entalhe cria formas a fim de realizar impressões com tinta. Como podemos ver na publicação do jornal Diário Carioca, datado de 2 de setembro de 1948, onde anuncia exposição de Maximo Rezler na Associação Brasileira de Imprensa (ABI) como xilogravuras. E também, na feliz matéria do Diário do Paraná, de 03 de dezembro de 1947 intitulada "Maximo Rezler, um artista perfeito"
Constam também trabalhos de pintura, grande parte do acervo pessoal da família, datados, em sua maioria, da fase final de sua vida.

## Obras relevantes
- "Fundação da Cidade de São Paulo". Ano 1949[1]

Sua obra mais importante! Atualmente em exposição na Pinacoteca de São Paulo. É a representação da suposta fundação histórica de São Paulo.
Obra em marchetaria com dimensões de 202x142cm. A obra foi realizada a partir da pintura de Oscar Pereira da Silva “Oscar Pereira da Silva - Fundação de São Paulo, 1909” que pertencente ao Acervo do Museu Paulista da Universidade de São Paulo (USP).
- "Joseph Smith recebe as placas de ouro". Ano: Indeterminado

Os temas religiosos eram comuns no trabalho de Max Rezler. No artigo do curador e historiador de arte Richard G. Oman, podemos ver uma fotografia do trabalho intitulado "Joseph Smith recebe as placas de ouro". As observações do historiador sobre o trabalho de Max são: "O artista é de Curitiba, Brasil. Sua família emigrou originalmente da Europa, onde a marchetaria atingiu seus maiores níveis de desenvolvimento durante o século XVIII. A marchetaria é uma técnica que emprega folheados de várias madeiras para fazer padrões e imagens, o artista usou dez diferentes madeiras brasileiras não tingidas, principalmente do estado de Paraná, para criar esta obra de arte refletindo sua fé, cultura e nação." Oman, Richard G. (1995 - tradução livre).